# コーラルム線
コーラルム線（ドイツ語;Koralmbahn）は、グラーツ＝ケーフラッハ鉄道・バス旅客（Graz-Köflacher Bahn und Busbetrieb GmbH, GKB）の鉄道線の名称である。路線番号550。将来は、グラーツとクラーゲンフルトを結ぶ新幹線路線となる計画だが、現在はごく一部しか開業しておらず、事実上ヴィース線の一部として機能している。

## 歴史
オーストリア＝ハンガリー帝国が解体された後に、既存南部鉄道（k.k. Previlegierte Südbahngesellschaft）が開通したマリボル - クラーゲンフルト区間の運用はオーストリア・ユーゴスラビア分割のためかなり難しくなった。その故にコルアルペ山脈を貫通してクラーゲンフルトを連結する鉄道路線が対案として綿密に調査されて、1930年に建設期間は3年、建設費は当時貨幣価値でおよそ7500万シリングと予測された。目的は失業問題に備えシュタイアーマルク州とケルンテン州の運命に関わる問題を解決することであった。しかし鉄道建設は第二次世界大戦が終わってから数十年間実行されなかった。
2006年10月12日に欧州連合加盟国のポーランド・チェコ・スロバキア・オーストリア・イタリアの交通相は、グダニスク・ワルシャワ・ウィーン・グラーツ・ヴィランズバッハ・ウーディネ・ボロニャを結ぶ国際回廊を、2009年度欧州縦断鉄道網（TEN）の改正の場合、優先順位の高い鉄道路線として選定すべしと宣伝計画を公表した。この路線はバルト海・アドリア海軸の国際回廊の一部分であり、核心構造物はコルアルムトンネルである。2009年3月20日に「コルアルムトンネル第一工区」に関する起工式が開催されて、トンネル靴ちゃく作業が正式に開始された。一方、バットマンシュテッティン区間はヴィース線と連結されて、GKBの通勤列車が2008年7月13日に投入された。2010年7月中旬にヘンスベルクトンネルが完成されて、ヴェルンドルフ - ヴェトマンシュテッテン区間は単線および非電化で通行可能となった。同年11月2日にGKBの新しいGTW気動車は試運転の際にヘンスベルクトンネルを通過した。2010年12月12日シュタイアーマルク州S6系統の経路は南部鉄道とヘンスベルク - ヴェトマンシュテッテン区間に変更された。
コルアルムトンネルは2本の単線トンネルの形で建設されて、三つの全断面トンネル掘削機が用いられた。2018年8月14日に南の単線トンネルが、2020年6月17日北の単線トンネルが貫通した。ドラウ谷線の接続駅となるミトレルン駅は移転されて、2020年9月7日新たに開業された。

## 運行形態
ヘンスベルク - ヴェトマンシュテッテン区間の運賃制はシュタイアーマルク州運輸連合（Verkehrsverbund Steiermark）が担当する。ザンクトパウル - クラーゲンフルト区間はケルンテン州運輸連合（Verkehrsverbund Kärnten, VVK）の運賃制適用区間である。グラーツ - ヴェアンドルフ - ヴェトマンシュテッテン - ヴィースの系統で運行される。平日は1～2時間に1本運行されるが、土曜日は一日2往復のみとなり、休日は運行されない。ヴェアンドルフ以北は502号線に、ヴェトマンシュテッテン以西はヴィース線に直通する。

## 駅一覧
以下では、コーラルム線の駅と営業キロ、停車列車、接続路線などを一覧表で示す（開業済の区間のみ）。
| 路線名 | 駅名                     | 駅間営業キロ | 累計営業キロ | 接続路線   | 所在地               | 所在地                 |
| ------ | ------------------------ | ------------ | ------------ | ---------- | -------------------- | ---------------------- |
| 550    | ヴェアンドルフ駅         | -            | 0.0          | 502号線    | シュタイアーマルク州 | グラーツ郊外郡         |
| 550    | ヘンクスベルク駅         | 6.1          | 6.1          |            | シュタイアーマルク州 | ライブニッツ郡         |
| 550    | ヴェトマンシュテッテン駅 | 6.8          | 12.9         | ヴィース線 | シュタイアーマルク州 | ドイチュランツベルク郡 |